# Huntington Beach
Huntington Beach is een stad in Orange County in de Amerikaanse staat Californië en telt 189.594 inwoners. Het is hiermee de 101e stad in de Verenigde Staten (2000). De oppervlakte bedraagt 68,3 km², waarmee het de 201e stad is.

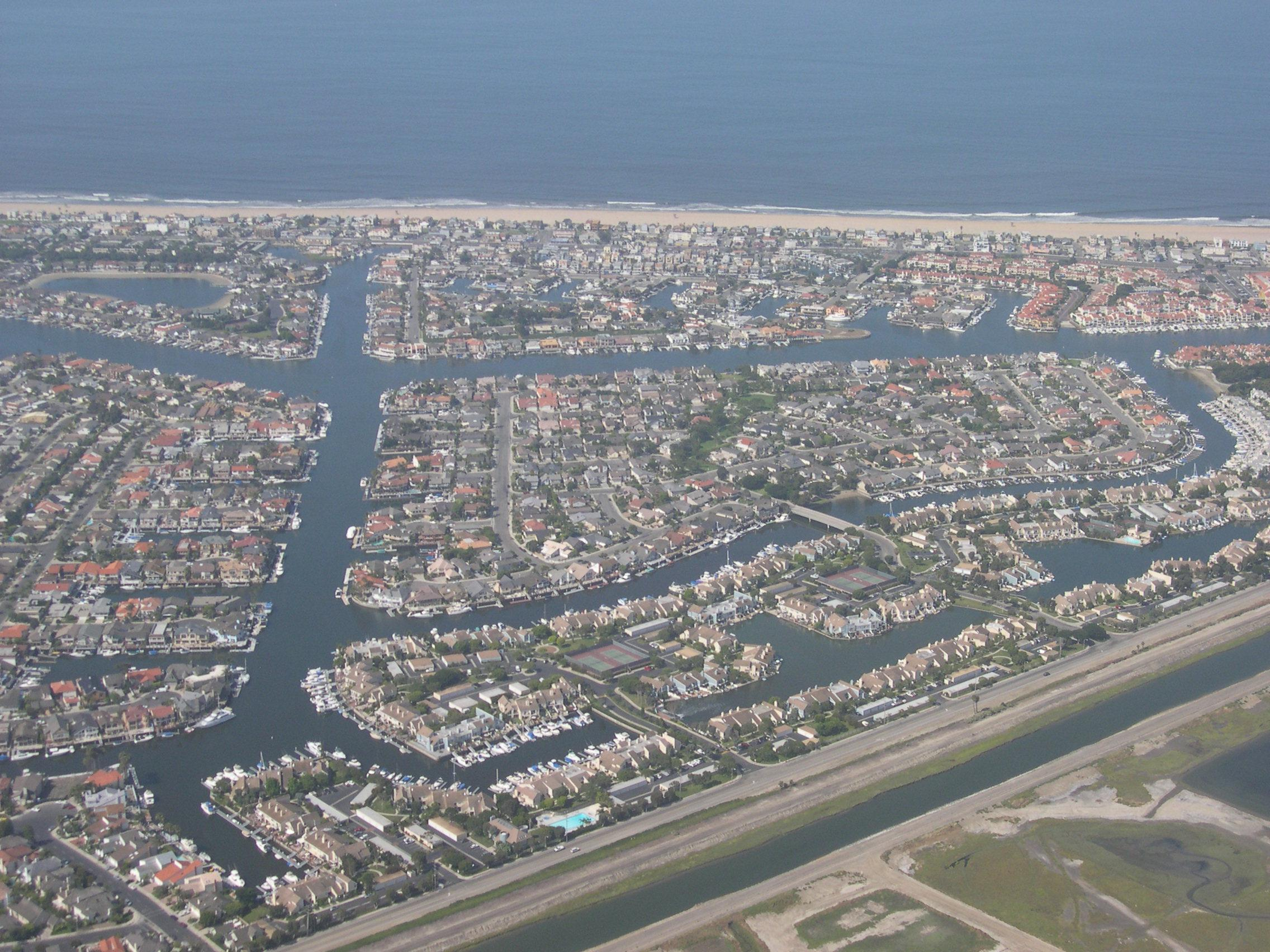
Luchtfoto van de haven van Huntington

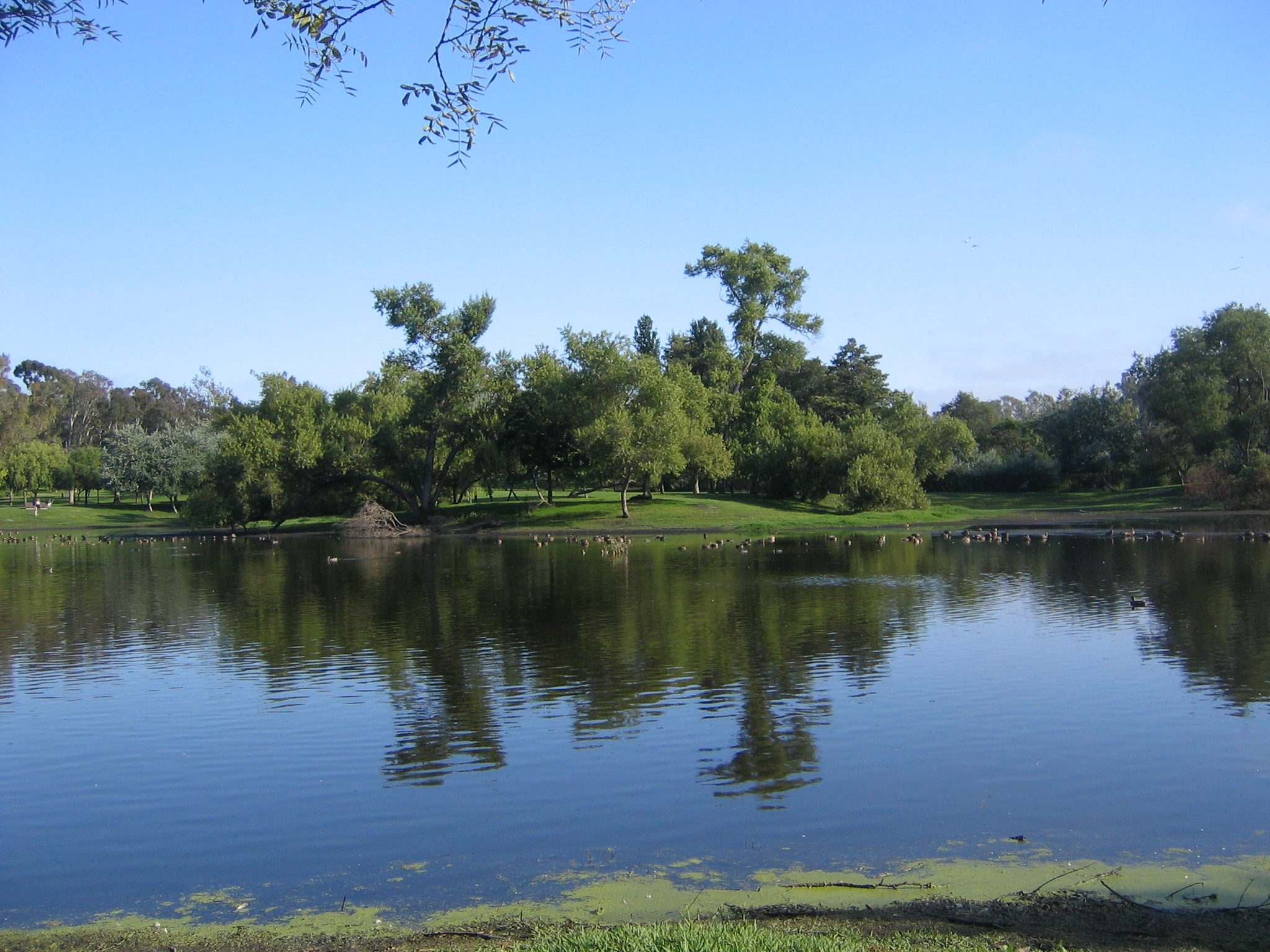
Huntington Central Park

## Demografie
Van de bevolking is 10,4 % ouder dan 65 jaar en bestaat voor 24,3 % uit eenpersoonshuishoudens. De werkloosheid bedraagt 1,9 % (cijfers volkstelling 2000). Ongeveer 14,7 % van de bevolking van Huntington Beach bestaat uit hispanics en latino's, 0,8 % is van Afrikaanse oorsprong en 9,3 % van Aziatische oorsprong. Het aantal inwoners steeg van 182.899 in 1990 naar 189.594 in 2000.

## Klimaat
In januari is de gemiddelde temperatuur 12,9 °C, in juli is dat 19,5 °C. Jaarlijks valt er gemiddeld 275,6 mm neerslag (gegevens op basis van de meetperiode 1961-1990).

## Economie
De stad ligt boven een groot zoutdiapier met daarin olie. Hoewel de zoutdiapier bijna uitgeput is waardoor de extractie langzaam gaat blijft het voor een beduidend lokaal inkomen zorgen. Er zijn nog twee extractie faciliteiten over maar het zal niet lang meer duren voordat de olie productie zal stoppen en dat toerisme de voornaamste inkomstenbron zal zijn.

## Partnersteden
- Anjō, Aichi, Japan
- Waitakere, Nieuw-Zeeland

## Plaatsen in de nabije omgeving
De onderstaande figuur toont nabijgelegen plaatsen in een straal van 16 km rond Huntington Beach.

## Bekende inwoners van Huntington Beach

### Geboren
- Tito Ortiz (1975), vechtsporter
- Ethan Embry (1978), acteur
- Synyster Gates (1981), leadgitarist metalband Avenged Sevenfold
- The Reverend Tholomew Plague (1981-2009), drummer metalband Avenged Sevenfold
- Johnny Christ (1984), bassist metalband Avenged Sevenfold
- Jenna Nighswonger (2000), voetbalster

### Overleden
- Mitchell Adam Lucker (1984-2012), leadsinger Suicide Silence.